# Luis Ortiz Macedo
Luis Ortiz Macedo (Ciudad de México, 1933 - Ibidem, 10 de diciembre de 2013) fue un arquitecto, investigador, catedrático y académico mexicano.

## Semblanza biográfica
Sus padres fueron la pintora Gloria Macedo y Luis Ortiz. Estudió la carrera de arquitectura en la Escuela Nacional de Arquitectura de la Universidad Nacional Autónoma de México (UNAM) cuando esta se encontraba en la Academia de San Carlos. Realizó una maestría en restauración de monumentos, siendo integrante de la Generación del 78 y un doctorado en la División de Estudios de Posgrado de la Facultad de Arquitectura de la UNAM.  Realizó estudios de posgrado en restauración de monumentos en Francia. Colaboró en dicha área realizando trabajos en Italia, Bélgica y España.
Fue catedrático en su alma mater desde 1955, impartió cursos en 23 universidades de la República mexicana, fue profesor en la Universidad Iberoamericana, en la Universidad de Guanajuato y en la Universidad Anáhuac. En esta última fue director de la Facultad de Arquitectura de 1982 a 1994. Ha impartido conferencias en diversas universidades de América Latina, Europa y Asia. Fue responsable de la restauración de la plaza de Santo Domingo, la plaza de Regina Coeli, la plaza Loreto, la plaza de Santa Catarina, la plaza de la Iglesia de la Santa Veracruz, el jardín de San Fernando y la Rotonda de las Personas Ilustres del Panteón Civil de Dolores. Asimismo, participó en los trabajos de restauración del Palacio Nacional, del Teatro de la Ciudad de México, del alcázar del Castillo de Chapultepec y del Palacio de Bellas Artes.
Fue jefe del Departamento de Monumentos Coloniales y de la República del Instituto Nacional de Antropología e Historia (INAH), del cual llegó a ser director en 1971. De 1972 a 1974, fue director general del Instituto Nacional de Bellas Artes y Literatura. En 1977, fue presidente del Comité Nacional del International Council on Monuments and Sites (ICOMOS). De 1981 a 1984, fue director del Fomento Cultural Banamex. En 1984 fue vocal del Consejo del Centro Histórico de la Ciudad de México. Fue miembro del Sistema Nacional de Investigadores (SIN) y desde 1985, miembro del Seminario de Cultura Mexicana. Fue presidente del Instituto Cultural Domecq y miembro de la Junta de Gobierno de la Universidad Nacional Autónoma de México.
En el 2011 se exhibió Luis Ortiz Macedo. Patrimonio, Cultura y Academia en el Museo Nacional de Arquitectura del Palacio Nacional de Bellas Artes.
Falleció el 10 de diciembre de 2013.

## Premios y distinciones
- Premio Universidad Nacional en el área de Arquitectura y Diseño en 1995.
- Miembro emérito del Seminario de Cultura Mexicana.
- Académico emérito de la Academia Nacional de Arquitectura de la Sociedad de Arquitectos Mexicanos.
- Diploma al Mérito por la Sociedad Defensora del Tesoro Artístico de México.
- Legión de Honor por el gobierno de Francia.
- Orden de la República en grado de Comendador por el gobierno de Italia.

## Obras publicadas
Escribió más de treinta libros y más de doscientos sesenta artículos en revistas y periódicos. Entre sus obras se encuentran:
- 40 siglos de plástica mexicana, 1970.
- El arte del México virreinal, 1971.
- Los monumentos de México, 1984.
- Nuestra pintura mexicana, 1986.
- Ernesto Icaza, maestro del ingenuismo mexicano, 1985.
- Edouard Pingret: un pintor romántico francés que retrató el México del mediar del siglo XIX, en 1989.
- La hacienda de San Agustín de las Cuevas, en 1990.
- Elogio y nostalgia de Tlalpan, en 2004.
- Palacios nobiliarios de la Nueva España, en 2009.
- Diez Normas para los Planificadores, 1979
- Opera Mínima, Anotaciones de Viaje, 1993.
- Ernesto Icaza: el charro pintor, 1995.